# Nashville Street Circuit
Het Nashville Street Circuit is een stratencircuit in Nashville, Tennessee, Verenigde Staten. In het weekend van 7 en 8 augustus 2021 werd voor het eerst een race op het circuit gehouden in het kader van de IndyCar Series. Deze race staat bekend als de Music City Grand Prix. Marcus Ericsson was de eerste winnaar op het circuit.

## Ligging
Het Nashville Street Circuit heeft een lengte van 3,492 kilometer (2,170 mijl) en telt elf bochten, zeven naar links en vier naar rechts. Het circuit loopt tegen de klok in. Het ligt in downtown Nashville, naast het Nissan Stadium, de thuisbasis van het NFL-team Tennessee Titans. De meest herkenbare eigenschap van het circuit is het rechte stuk dat over de Korean War Veterans Memorial Bridge loopt. Dit is een brug over de rivier Cumberland. In totaal ligt meer dan een kilometer van het circuit op deze brug. Het circuit is tussen de 11 en 24 meter breed. Daarnaast ligt de startlijn op een andere plaats dan de finishlijn; waar de startlijn voor de eerste bocht ligt, zijn de finishlijn en de pitstraat te vinden tussen de bochten 3 en 4. Het circuit is ontworpen door Tony Cotman, die ook de stratencircuits in Baltimore, Edmonton en São Paulo op zijn naam heeft staan.

## Geschiedenis
Op 16 september 2020 kondigde de IndyCar Series voor het seizoen 2021 de Music City Grand Prix aan, die zou worden gehouden op een stratencircuit in Nashville. Na drie jaar, waarin tevens drie mislukte pogingen werden gedaan om een race in Nashville te organiseren, werd een deal gesloten tussen de stad en het kampioenschap. De race heeft een contract voor drie jaar en wordt particulier gefinancierd. De race kwam definitief van de grond nadat Nashville de NFL Draft in 2019 organiseerde.
Het Nasville Street Circuit was het eerste nieuwe stratencircuit op de IndyCar-kalender sinds het Stratencircuit Houston in 2013 terugkeerde op de kalender. Ook werd voor het eerst sinds 2008 een race in Nashville gehouden; destijds was de Nashville Superspeedway de gastheer.

## Races
In 2021 werd de eerste editie van de Music City Grand Prix op het Nashville Street Circuit georganiseerd. Naast de IndyCar Series kwamen ook de GT America Series, de Trans-Am Series en de Stadium Super Trucks in actie op het circuit. De eerste IndyCar-race, dat jaar gehouden op 8 augustus, werd gewonnen door Marcus Ericsson.